# مالاخ پایین
مالاخ پایین (به لاتین: Aşağı Malax) یک منطقه مسکونی در جمهوری آذربایجان است که در شهرستان قاخ واقع شده است. مالاخ پایین ۳۰۴ نفر جمعیت دارد.